# Wahren
Wahren is een stadsdeel in het noordwesten van de stad Leipzig in de Duitse deelstaat Saksen.
Wahren was een zelfstandige gemeente tot ze op 1 januari 1922 op eigen verzoek een deel werd van Leipzig.
Abtnaundorf · Althen · Anger · Baalsdorf · Böhlitz · Bösdorf · Breitenfeld · Burghausen · Cleuden · Connewitz · Crottendorf · Dölitz · Dösen · Ehrenberg · Engelsdorf · Eutritzsch · Flickert · Göbschelwitz · Gohlis · Gottscheina · Großzschocher · Grünau · Gundorf · Hartmannsdorf · Heiterblick · Hirschfeld · Hohenheida · Holzhausen · Kleinpösna · Kleinzschocher · Knauthain · Knautkleeberg · Knautnaundorf · Lausen · Leutzsch · Liebertwolkwitz · Lindenau · Lindenthal · Lößnig · Lützschena · Marienbrunn · Meusdorf · Miltitz · Mockau · Möckern · Mölkau · Neuschönefeld · Neustadt · Neutzsch · Paunsdorf · Plagwitz · Plaußig · Plösen · Portitz · Probstheida · Quasnitz · Rehbach · Reudnitz · Rückmarsdorf · Schleußig · Schönau · Schönefeld · Seehausen · Sellerhausen · Sommerfeld · Stahmeln · Stötteritz · Stünz · Südvorstadt · Thekla · Thonberg · Volkmarsdorf · Wahren · Wiederitzsch · Windorf · Zuckelhausen · Zweinaundorf